# Lucas Yáñez
Lucas Yáñez fou un polític valencià del segle xix, diputat a Corts i alcalde de València durant el regnat d'Isabel II d'Espanya. El 1834 i 1837 fou escollit regidor de València pel Partit liberal, i fins i tot el 1835 fou comandant de la Milícia Nacional. Entre 1837 i 1840 va adquirir béns gràcies a la desamortització de Mendizábal i es va convertir en hisendat. Aleshores es va passar al Partit Moderat, i després de la caiguda de Baldomero Espartero el 1844 fou nomenat president de la Diputació de València i fou escollit diputat a les Corts Espanyoles, escó que va ocupar fins al 1847. Després fou alcalde de València de febrer a juny de 1853.